# Nils Nordström
Nils Johan Nordström, född 27 november 1880, död 3 januari 1943, var en svensk frikyrkoman inom baptismen.
Nordström blev filosofie kandidat vid Uppsala universitet 1914 och rektor för Betelseminariet i Stockholm 1927. Han var från 1918 ledamot av Frikyrkliga samarbetskommittén, av Executive Committee of Baptist World Alliance från 1928 och teologie hedersdoktor vid North Baptist Theological seminary i Chicago 1932. Nordström tog även del i de kyrkliga enhetssträvandena. Bland hans skrifter märks Svenska baptistsamfundets historia (två band, 1923-1928) och Kyrkosamfunden vid skiljevägen (1934).